# Козацьке музичне та вокальне мистецтво
Козацьке музичне та вокальне мистецтво
Серед українських козаків, особливо серед запорожців, було багато талановитих музик, співаків і танцюристів. Д.Яворницький наприкінці 80-х рр. 19 ст. мав зустріч з одним з українських старожилів І. Розсолодою (йому на той час виповнилося 116 років) і записав з його уст цікаву оповідь про музичні звичаї січовиків. Згадуючи побачене і почуте, дід говорив про козаків, що «після люльки найбільш усього вони любили музику. Оце, було, як зберуться та як уріжуть, так і самі танцюють, і земля танцює, і ліс, і вода танцює. Уже проти них ніхто у світі не витанцює. Увесь день музики будуть грати, і весь день запорожці будуть танцювати. А як перестане музика, то вони й самі танцюють». На запитання історика: "На чому ж грали"  — оповідач відповів: «На всякій усячині: на ваганах, на ріллях, на басах, на цимбалах, на сопілках, на свистунах, на скрипках, на кобзах, на козах — на чім попало, на тім і грають». Подав І. Розсолода й опис деяких зі згаданих ним козацьких музичних інструментів: «Кобза — це така штука, що вона скидається на вагани, тілько з ручкою, з дірочками на ручці зі срібними струнами. Довжина буде аршина півтора. Я добре пам'ятаю її, бо скілько раз держав у руках… [А коза] — це така кожа, з ніжками та з пищалками, зодрана з кози: надме її, положе під пахву, пищалки у рот уставе, рукою придавлює та й грає».
Найулюбленішим музичним інструментом у козаків була кобза. На ній уміли грати майже всі — від простого нетяги до кошового отамана чи гетьмана (напр., сучасники Б.Хмельницького повідомляють, що той і сам грав на кобзі й дуже любив слухати, як грають на ній інші). Козаки, зокрема запорожці, вважали, що кобза подарована їм Богом. До неї вони зверталися як до живої істоти, називали її «дружиною вірною». Про неабияку популярність цього інструмента серед січовиків свідчать і численні варіанти нар. картини «Козак Мамай»: на них лицар-веселун завжди зображується з кобзою в руках.
Ті козаки, які грали на кобзі найвправніше, називалися кобзарями. Кобзарі не тільки розважали товариство в Запорозькій Січі чи в таборах (див. Ваґенбург), а й надихали його на звитягу в походах. (Один із таких походів вдало зображений на гравюрі Ю.Коссака «Похід Богдана Хмельницького з Тугай-Беєм» (1885).) Козацькі барди складали думи й пісні (див. Історичні українські пісні) про героїчні вчинки своїх побратимів та їхніх ватажків і співали їх під акомпанемент «подруги»-кобзи. За те братчики їх дуже шанували та обдаровували хто чим міг.
Збереглися документальні дані й народні перекази про деяких козацьких кобзарів 18 ст., зокрема про Д.Бандурка, П.Скрягу, В.Варченка, а також про Михайла та Грицька (прізвища двох останніх невідомі).
Данило Бандурка (він же Малий) був козаком-кобзарем Корсунського куреня Нової Січі, брав участь у бойових походах; під час Коліївщини був заарештований і посаджений до фортеці св. Єлизавети (нині м. Кропивницький).
Прокопа Скрягу, Василя Варченка й кобзаря Михайла було скарано поляками в Кодні (див. Коднянська розправа 1768) як таких, що своїми піснями й грою на кобзі підбурювали козацько-селянських повстанців проти шляхти. Про кобзаря Грицька відомо, що під час одного бою він потрапив у полон до турків разом з іншими двадцятьма запорожцями. За те, що організував побратимам втечу, турки викололи йому очі. По якомусь часі сліпий вирвався на волю, дістався на Січ і почав грати на кобзі та співати товариству про турецький полон. За народним переказом, Грицько під час Коліївщини покинув Запоріжжя і став гайдамацьким ватажком (див. Гайдамацький рух). Загинув він нібито недалеко від м. Канів у бою з ляхами й похований на горі, яка нині зветься Кобзарів Шпиль.
Співу та гри на різних музичних інструментах молоді козаки навчалися не тільки в селах і містечках Гетьманщини, а й у самому Запоріжжі. У Січі й по всіх паланках існували загальносвітові та музичні школи. Особлива увага в цих школах приділялася духовному хоровому співові та військовій музиці. Остання досягла високої досконалості. Особливою популярністю в козаків користувалася маршова, похідна музика, що виконувалася на сурмах, тулумбасах та бубнах. Зразки цих музичних творів зберігаються й понині (напр., мелодія «Запорозького маршу» в обробці В.Гуцала).
Козацькі думи справили значний вплив на творчість багатьох українських та іноземних поетів і композиторів — див. Козацька тематика в українському та світовому музичному мистецтві.